# カワヂシャ
カワヂシャ（川萵苣、学名：Veronica undulata）は、オオバコ科クワガタソウ属の越年草。別名、カワヂサ、カワジサ。
従来の新エングラー体系、クロンキスト体系では、クワガタソウ属はゴマノハグサ科に含められていた。

## 特徴
茎は円柱形で柔らかく、直立または斜上して、高さは10-100cmになり、淡緑色で毛はない。葉は対生し、葉身は狭卵形または長楕円状狭卵形で長さ2.5-8cm、幅0.5-2.5cm、先端はややとがり、基部は葉柄がなく円形になって茎を半ば抱き、縁にはややとがった鋸歯がある。葉質はやや肉質で柔らかく、茎とともに毛はない。
花期は5-6月。葉腋から長さ5-15cm、幅1-1.5cmになる細長い総状花序を出し、50-120個の花をつける。花柄は長さ3-5mmになり、腺毛が生え、斜上し、果時にはまっすぐに伸びる。萼は深く4裂し、裂片は狭卵形でとがる。花冠は径4-6mmで皿状に広く開き、4裂し、白色から白紫色になり淡紫色から淡紅紫色の脈がある。雄蕊は2個、雌蕊は1個ある。果実は蒴果となり、球形で、長さ、幅ともに2.5-3.2mm、先端はわずかにへこみ、先端に長さ1-1.5mmの花柱が残る。種子は板状の楕円形で多数あり、長さ0.5mm、幅0.4mmになる。

## 分布と生育環境
日本では、本州、四国、九州、琉球諸島に分布し、川岸、溝の縁、水田のあぜなど多湿地に生育する。世界では、台湾、中国大陸、東南アジア、インドに分布する。

## 名前の由来
和名カワヂシャ（川萵苣）は、「川べりに生えるチシャ（レタス）」の意味。
種小名（種形容語）undulata は、「波状の」「うねった」の意味。

## 利用
和名の由来のとおり、若葉は軟らかく、キク科のレタス類のように食用にされる。

## 保全状況評価
- 準絶滅危惧（NT）（環境省レッドリスト）

（2017年、環境省）

## 近縁の外来種
近縁種では、帰化種のオオカワヂシャ Veronica anagallis-aquatica L. があり、茎は直立または斜上し、高さ40-80cm、30-70個の花をつけ、果柄は湾曲して斜上し、花冠は径6.4-9mmになり、淡紫色で濃紫色の脈があり、蒴果に残る花柱は長さ1.5-3mmになる。ヨーロッパ、ロシア、中国大陸、朝鮮半島まで広く分布し、日本には本州の岩手県以南に帰化している。特定外来生物による生態系等に係る被害の防止に関する法律による特定外来生物に指定されている。

## ギャラリー

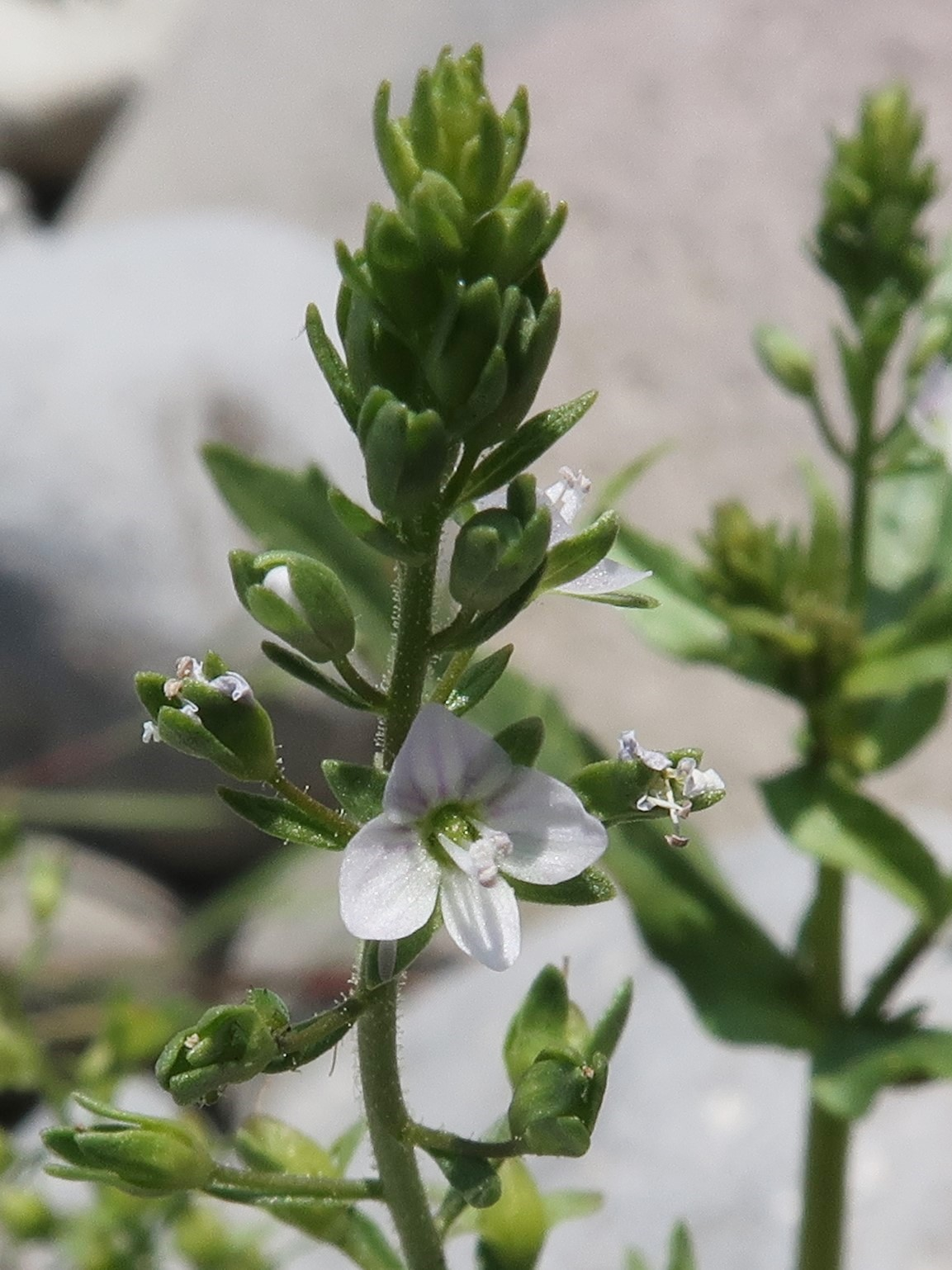
花冠は皿型で白色に淡紫色の脈がある。
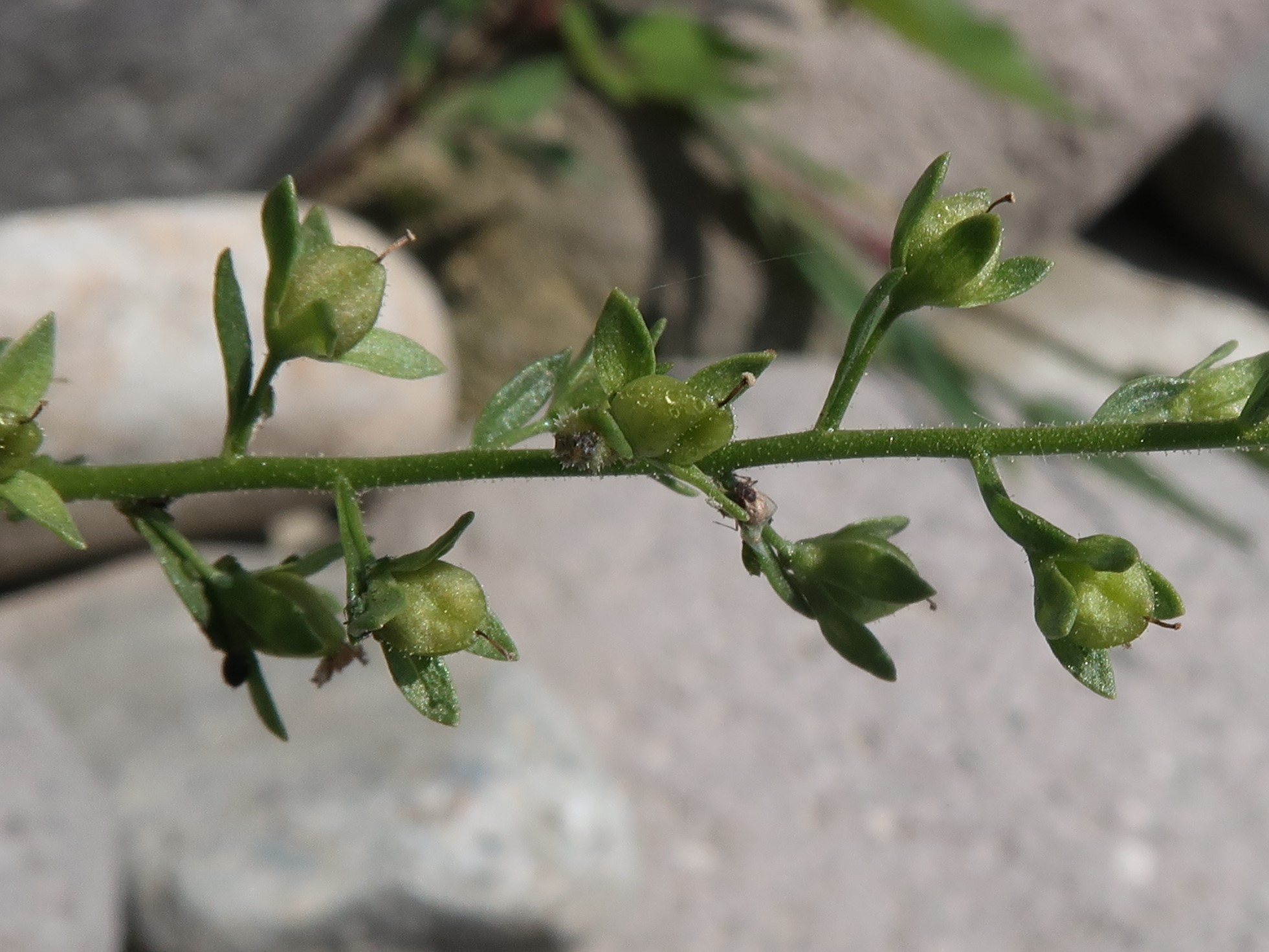
果柄はまっすぐに伸び、果実は球型になり、長さ1-1.5mmの花柱が残る。
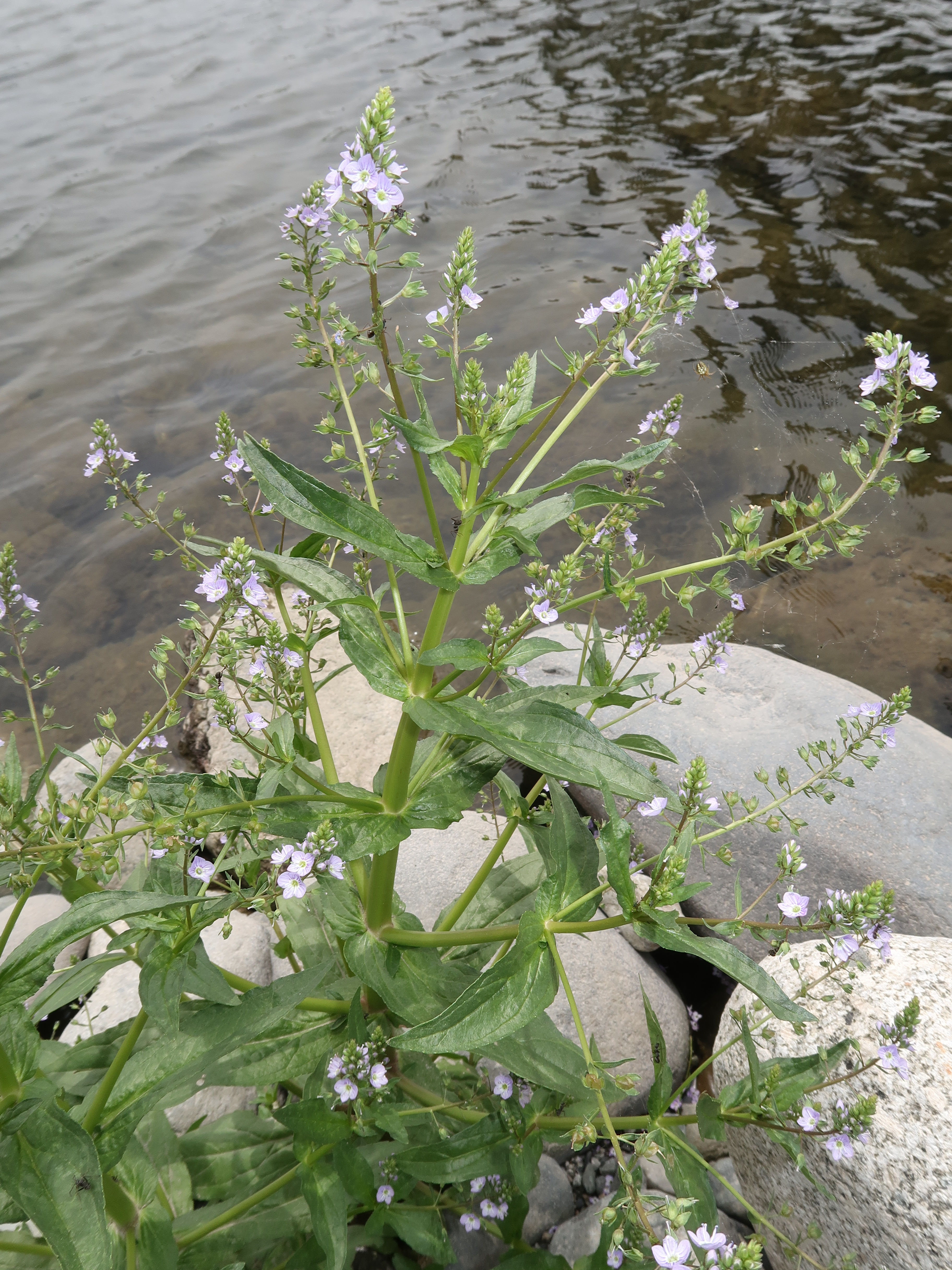
特定外来生物のオオカワヂシャ
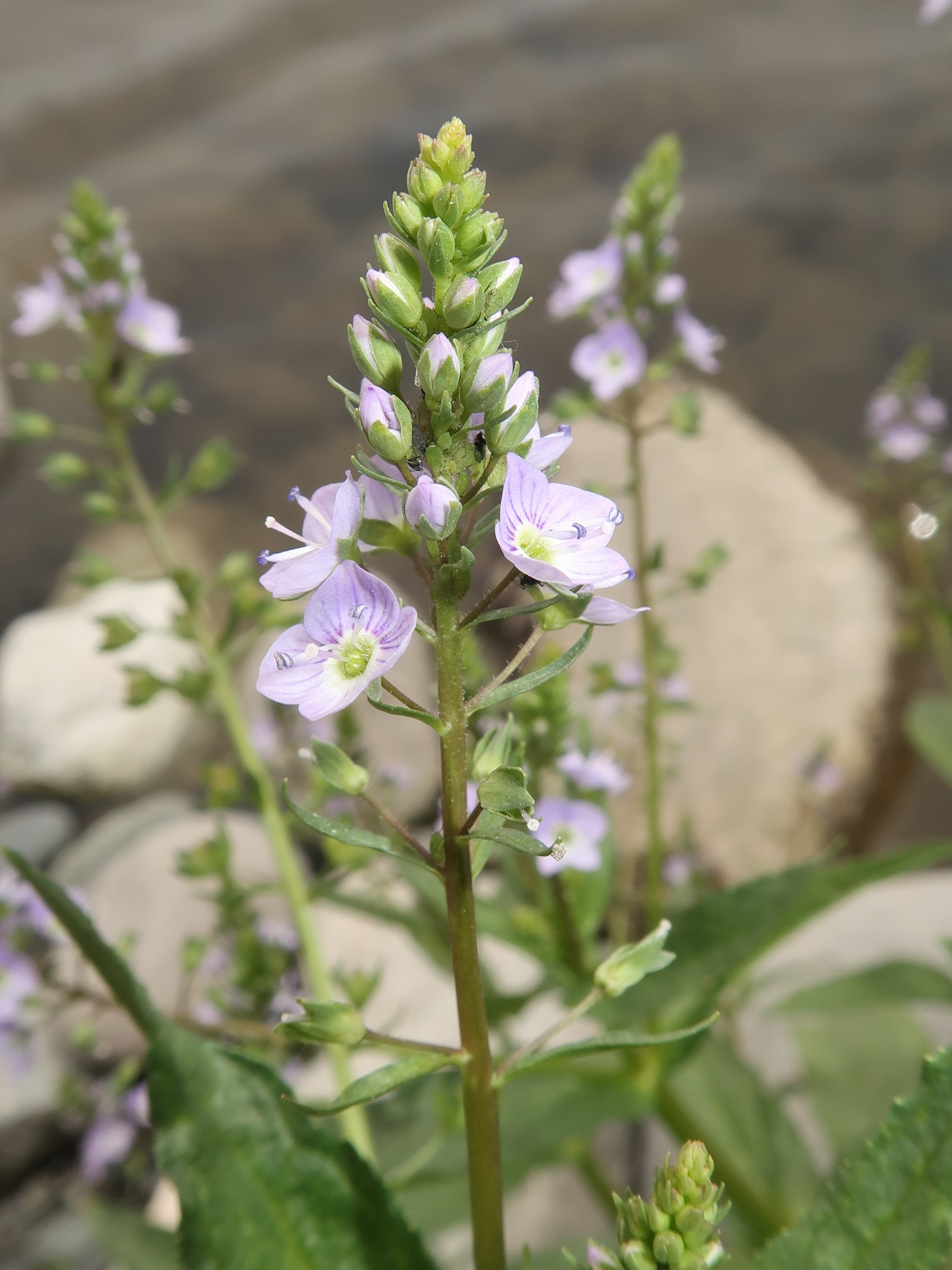
オオカワヂシャ 花冠は淡紫色で濃紫色の脈がある。